# Love Will Never Do (Without You)
"Love Will Never Do (Without You)" là một bài hát của nghệ sĩ thu âm người Mỹ Janet Jackson nằm trong album phòng thu thứ tư của cô, Janet Jackson's Rhythm Nation 1814 (1989). Nó được phát hành như là đĩa đơn thứ bảy trích từ album vào ngày 2 tháng 10 năm 1990 bởi A&M Records. Bài hát được viết lời và sản xuất bởi bộ đôi Jimmy Jam & Terry Lewis, cộng tác viên quen thuộc trong sự nghiệp của Jackson, với sự tham gia hỗ trợ sản xuất từ nữ ca sĩ. Được ghi nhận là một trong những bài hát đầu tiên được thu âm cho album, "Love Will Never Do (Without You)" là một bản dance-pop và new jack swing với nội dung nói lên tầm quan trọng của tình yêu, trong đó cô khẳng định rằng tình yêu sẽ không còn giá trị nếu không có người yêu của mình. Ban đầu được dự định là một bản song ca giữa Jackson và một trong số những nghệ sĩ nam như Prince, Johnny Gill và Ralph Tresvant, Jam và Lewis đã quyết định để nữ ca sĩ thể hiện nó bằng giọng trầm ở nửa đầu và giọng cao ở nửa sau bài hát.
Sau khi phát hành, "Love Will Never Do (Without You)" nhận được những phản ứng tích cực từ các nhà phê bình âm nhạc, trong đó họ đánh giá cao giọng hát của Jackson cũng như quá trình sản xuất của nó. Bài hát cũng rất thành công về mặt thương mại ở thị trường Canada và Hoa Kỳ, nơi nó đứng đầu bảng xếp hạng, và lọt vào top 40 ở một số thị trường khác. Tại Hoa Kỳ, nó trở thành quán quân thứ năm của cô tại đây, và giúp Janet Jackson's Rhythm Nation 1814 trở thành album đầu tiên trong lịch sử có bảy đĩa đơn đều lọt vào top 5 và có đĩa đơn đứng đầu bảng xếp hạng Billboard Hot 100 trong ba năm liên tiếp. Đĩa đơn cũng đứng đầu bảng xếp hạng trên sóng phát thanh tại đây trong bảy tuần liên tiếp, một kỷ lục lúc bấy giờ, và được chứng nhận đĩa Vàng từ Hiệp hội Công nghiệp ghi âm Mỹ (RIAA), công nhận 500 nghìn bản đã được tiêu thụ tại đây.
Video ca nhạc cho "Love Will Never Do (Without You)" được đạo diễn bởi Herb Ritts, trong đó Jackson có những khoảnh khắc ngọt ngào với người bạn của mình (do Antonio Sabàto, Jr. thủ vai), xen kẽ với những hình ảnh một vũ công nhảy múa ở một sa mạc (do Djimon Hounsou thể hiện). Nó cũng đánh dấu sự chuyển đổi hình ảnh của Jackson theo hướng gợi cảm hơn, một hình ảnh mà cô sẽ theo đuổi trong album phòng thu tiếp theo janet. (1993), và nhận được nhiều lời tán dương từ giới chuyên môn cho sự đơn giản nhưng đậm tính nghệ thuật của nó. Video đã nhận được ba đề cử tại giải Video âm nhạc của MTV năm 1991 cho Video xuất sắc nhất của nữ ca sĩ, Video có vũ đạo xuất sắc nhất và Chỉ đạo nghệ thuật xuất sắc nhất, và chiến thắng giải đầu tiên, cũng như tạo nên tầm ảnh hưởng đến những video ca nhạc của nhiều nghệ sĩ khác như Britney Spears và Nicole Scherzinger. "Love Will Never Do (Without You)" đã xuất hiện trong tất cả những album tổng hợp của Jackson kể từ khi phát hành, như Design of a Decade: 1986–1996 (1995), Number Ones (2010) và Icon: Number Ones (2010), và được trình diễn trong tất cả những chuyến lưu diễn trong sự nghiệp của cô.

## Danh sách bài hát
Đĩa 12" tại châu Âu
- A. "Love Will Never Do (Without You)" (Shep's "Work It Out" phối) – 7:37
- B1. "Love Will Never Do (Without You)" (UK Funky phối) – 6:55
- B2. "Love Will Never Do (Without You)" (The "Work It Out" Dub) – 4:50

Đĩa 7" tại Anh quốc
1. "Love Will Never Do (Without You)" (Work It Out 7" với phần giới thiệu) – 4:48
2. "Love Will Never Do (Without You)" (The Love 7") – 4:36

Đĩa 7" tại Anh quốc
1. "Love Will Never Do (Without You)" (bản đĩa đơn) – 4:32
2. "Love Will Never Do (Without You)" (Work It Out 7" với phần giới thiệu) – 4:48

## Xếp hạng và chứng nhận
| Bảng xếp hạng (1991)                     | Vị trí cao nhất |
| ---------------------------------------- | --------------- |
| Úc (ARIA)                                | 14              |
| Bỉ (Ultratop 50 Flanders)                | 46              |
| Canada (RPM)                             | 1               |
| Canada Dance/Urban (RPM)                 | 4               |
| Ireland (IRMA)                           | 22              |
| Hà Lan (Dutch Top 40)                    | 33              |
| Hà Lan (Single Top 100)                  | 32              |
| New Zealand (Recorded Music NZ)          | 27              |
| Anh Quốc (OCC)                           | 34              |
| Hoa Kỳ Billboard Hot 100                 | 1               |
| Hoa Kỳ Adult Contemporary (Billboard)    | 33              |
| Hoa Kỳ Hot R&B/Hip-Hop Songs (Billboard) | 3               |
| Hoa Kỳ Dance Club Songs (Billboard)      | 4               |

| Bảng xếp hạng (1991)                 | Vị trí |
| ------------------------------------ | ------ |
| Australia (ARIA)                     | 92     |
| Canada (RPM)                         | 25     |
| Canada Dance/Urban (RPM)             | 45     |
| Japan (Tokyo Hot 100)                | 15     |
| Netherlands (Dutch Top 40)           | 297    |
| US Billboard Hot 100                 | 19     |
| US Hot Dance Club Songs (Billboard)  | 47     |
| US Hot R&B/Hip-Hop Songs (Billboard) | 46     |

| Quốc gia                                                                           | Chứng nhận | Số đơn vị/doanh số chứng nhận |
| ---------------------------------------------------------------------------------- | ---------- | ----------------------------- |
| Hoa Kỳ (RIAA)                                                                      | Vàng       | 500,000                       |
| * Chứng nhận dựa theo doanh số tiêu thụ. ^ Chứng nhận dựa theo doanh số nhập hàng. |            |                               |